# Punaauia
Puna'auia redirige ici.
Punaauia (prononcé [punaʔauiʔa]) est une commune de la Polynésie française de l'île de Tahiti dans l’archipel de la Société, à environ 7 km au sud de la capitale Papeete. Punaauia a une population de 28 103 habitants (recensement 2017).
Cette ville résidentielle littorale dispose de plusieurs complexes hôteliers, d'une marina ainsi que de zones d'activités industrielles et commerciales de taille importante pour l'île.

## Géographie

### Situation

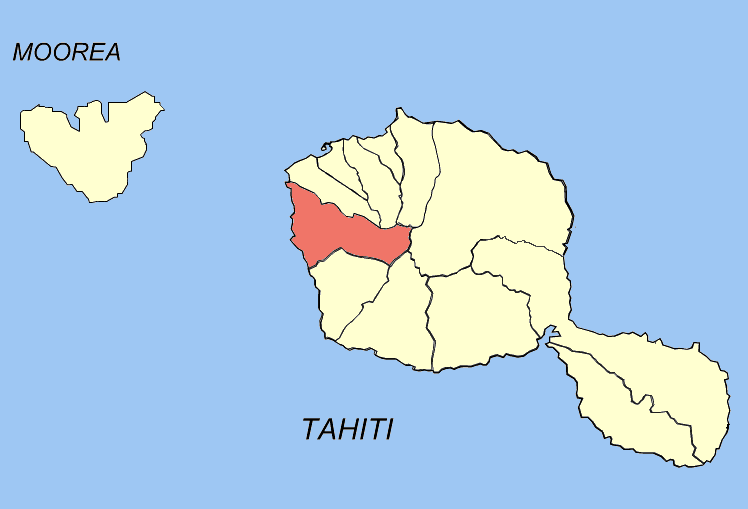
Carte des communes de Tahiti : Punaauia

#### Localisation
La commune de Punaauia est située sur la côte ouest de l'île de Tahiti face à Moorea dans les Îles du Vent dans l'archipel de la Société en Polynésie française. 
Punaauia est limitrophe du nord au sud dans le sens horaire des communes de Faaʻa, Pirae, Mahina, Hitiaʻa O Te Ra, Papara et Paea. Seules les communes de Faaʻa et Paea sont directement accessibles par la route, les autres communes n'étant limitrophe qu'en montagne. L'Océan Pacifique borde tout le littoral.
|  | Faaa     | Pirae, Mahina  |
|  | Punaauia | Hitiaa O Te Ra |
|  | Paea     | Papara         |

#### Climat
Son climat est tropical.

### Transports
La commune est desservie par le réseau de bus de Tahiti.

## Toponymie
Punaauia faisait partie du district de Atehuru. 
Plusieurs légendes existent et donnent différentes significations à l'origine du nom tahitien : Puna’aui’a. 
Le premier sens possible du toponyme serait « le bûcher de Puna » (du tahitien Puna  « prénom » et auahi désignant le « feu »). Une légende raconte qu'un héros du nom de Puna reçu l'aide d'une tortue royale pour effectuer la traversée de Raiatea à Tahiti. Une fois arrivé, Puna coupa les quatre ailerons de la tortue pour qu'elle ne puisse pas repartir. Elle réussit alors quelque temps plus tard à se venger de Puna et le fit immoler.
Le second sens parfois donné est « La conque est mienne. » de la phrase « (E) pū nā au ïa. » (du tahitien pū : la conque marine, Cymatium tritonis, nā : à (possessif), au : moi, pronom personnel de la première personne du singulier et ïa : dont il a été question).

## Histoire
La commune de Punaauia est créée le 24 décembre 1971.

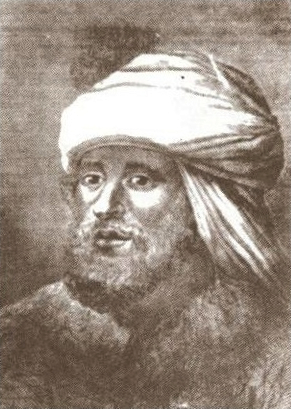
Potatua a Pohuetea, chef de Puna’auia (1722–1792).

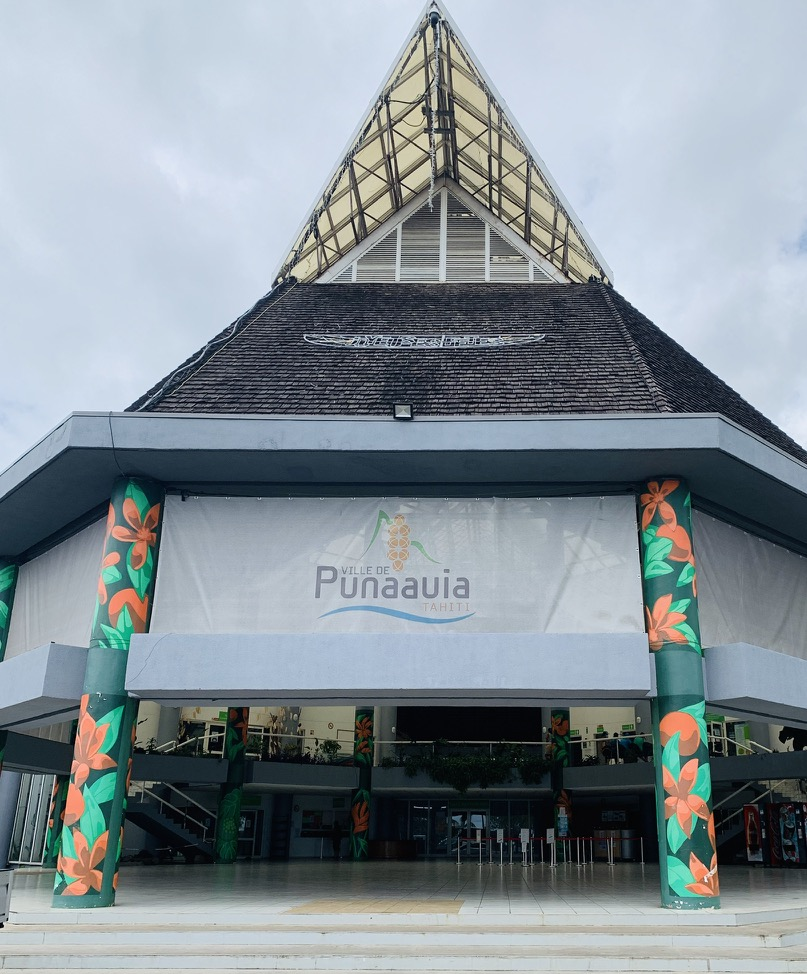
Mairie de Punauuia

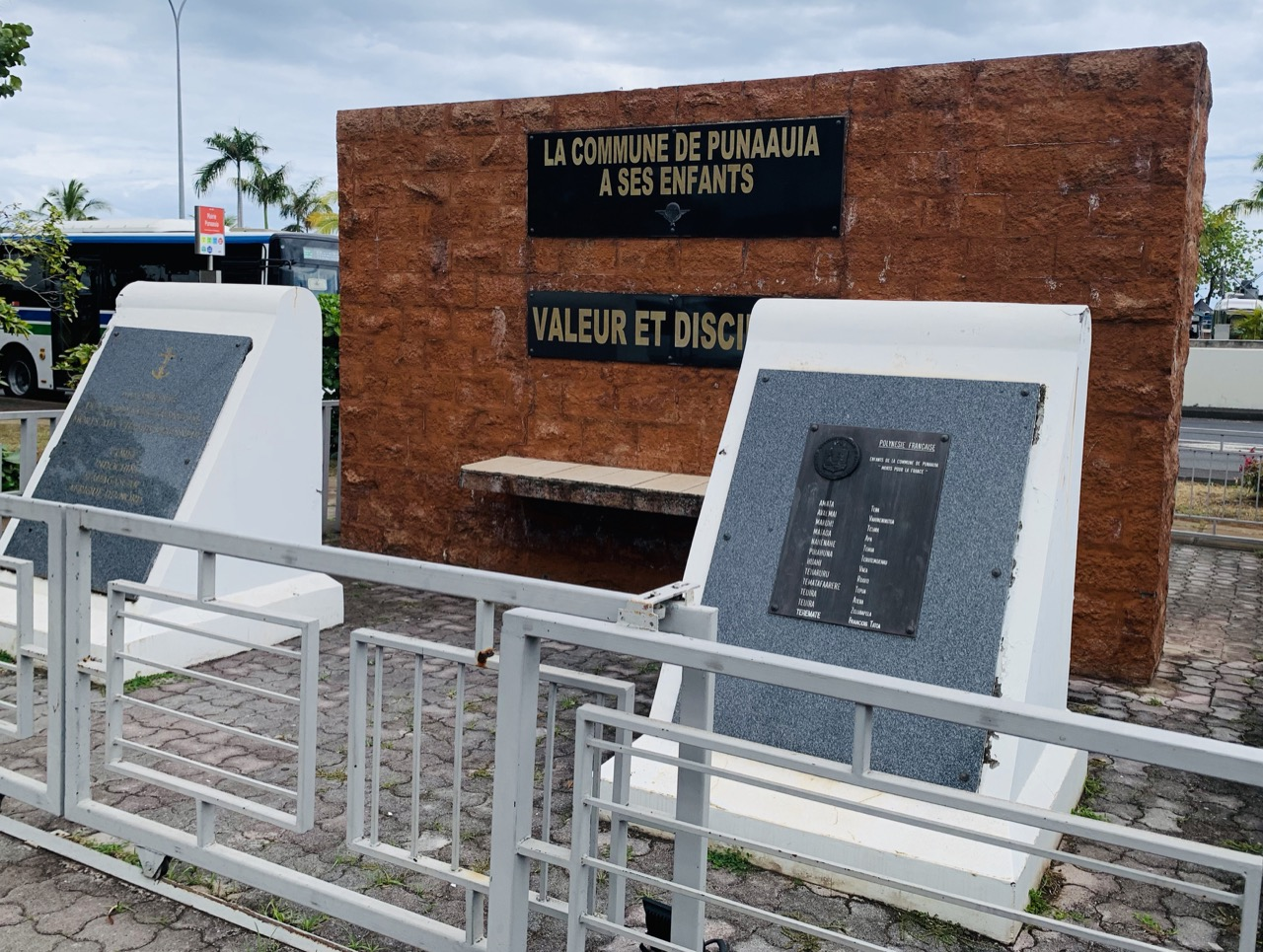
Monument aux morts de Punauuia

## Politique et administration

### Liste des maires
| Période                                  | Période  | Identité          | Étiquette       | Qualité           |
| ---------------------------------------- | -------- | ----------------- | --------------- | ----------------- |
| 1972                                     | 1977     | Robert Pea        |                 |                   |
| 1977                                     | 2008     | Jacques Vii       | Tahoeraa        |                   |
| 2008                                     | 2018     | Ronald Tumahai    | ATP puis Tapura | Directeur d’école |
| 2018                                     | en cours | Simplicio Lissant | Tapura          | Directeur d’école |
| Les données manquantes sont à compléter. |          |                   |                 |                   |

### Jumelages
- Dumbéa (Nouvelle-Calédonie) depuis 1991[6]. Dumbéa est une ville située au sud de la Nouvelle-Calédonie, faisant partie du Grand Nouméa. La municipalité de Dumbéa invite régulièrement les élus de Punaauia à ses festivités de l'Omelette Géante[7],[8].

## Population et société

### Urbanisme
Les principaux documents d'urbanisme de la commune sont son plan général d'aménagement (PGA) et son plan de prévention des risques (PPR).

### Démographie
L'évolution du nombre d'habitants est connue à travers les recensements de la population effectués dans la commune depuis 1971. À partir de 2006, les populations légales des communes sont publiées annuellement par l'Insee, mais la loi relative à la démocratie de proximité du 27 février 2002 a, dans ses articles consacrés au recensement de la population, instauré des recensements de la population tous les cinq ans en Nouvelle-Calédonie, en Polynésie française, à Mayotte et dans les îles Wallis-et-Futuna, ce qui n’était pas le cas auparavant. Pour la commune, le premier recensement exhaustif entrant dans le cadre du nouveau dispositif a été réalisé en 2002, les précédents recensements ont eu lieu en 1996, 1988, 1983, 1977 et 1971.
En 2017, la commune comptait 28 103 habitants, en augmentation de 1,77 % par rapport à 2012
| 1971  | 1977  | 1983   | 1988   | 1996   | 2002   | 2007   | 2012   | 2017   |
| ----- | ----- | ------ | ------ | ------ | ------ | ------ | ------ | ------ |
| 5 245 | 7 740 | 12 414 | 15 781 | 19 524 | 23 642 | 25 441 | 27 613 | 28 103 |

| 2022   | - | - | - | - | - | - | - | - |
| ------ | - | - | - | - | - | - | - | - |
| 28 781 | - | - | - | - | - | - | - | - |

### Enseignement
Le collège de Punaauia accueille près de 1 000 élèves toutes sections confondues. Il organise pour ses élèves différentes activités extra-scolaires toute l'année : concours de carte postale, journée de l'arbre, cross du collège, etc.
Le lycée hôtelier de Tahiti, situé à l'entrée de Punaauia, accueille 650 élèves et étudiants dans plusieurs filières : CAP, BEP, Bac pro et BTS.
Le lycée polyvalent Saint-Joseph, situé sur les hauteurs de Outumaoro, accueille des filières professionnelles et technologiques.
Punaauia accueille également l'Université de la Polynésie française sur le campus d'Outumaoro. Cet établissement, autonome depuis 1999, élargit chaque année ses formations :  droit, économie-gestion, lettres, langues, sciences humaines, sciences, sciences médicales, technologies. Après la licence, les étudiants doivent souvent s'expatrier, bien que quelques masters existent.

### Manifestations culturelles et festivités
La Taapuna Master est une compétition de surf organisée chaque année en septembre dans la passe de Taapuna située face à la mairie de Punaauia.
Chaque année, l'ouverture de la cueillette des oranges sur les hauteurs de la vallée de la Punaruu donne lieu à une semaine de festivité. Cette cueillette est réservée aux 300 membres de l'association de la protection de la vallée de la Punaruu avant de s'ouvrir ensuite au grand public. C'est à Punaauia que se trouve la plus grosse concentration d'orangers de Tahiti, c'est pourquoi ce fruit est devenu l'emblème de la commune.

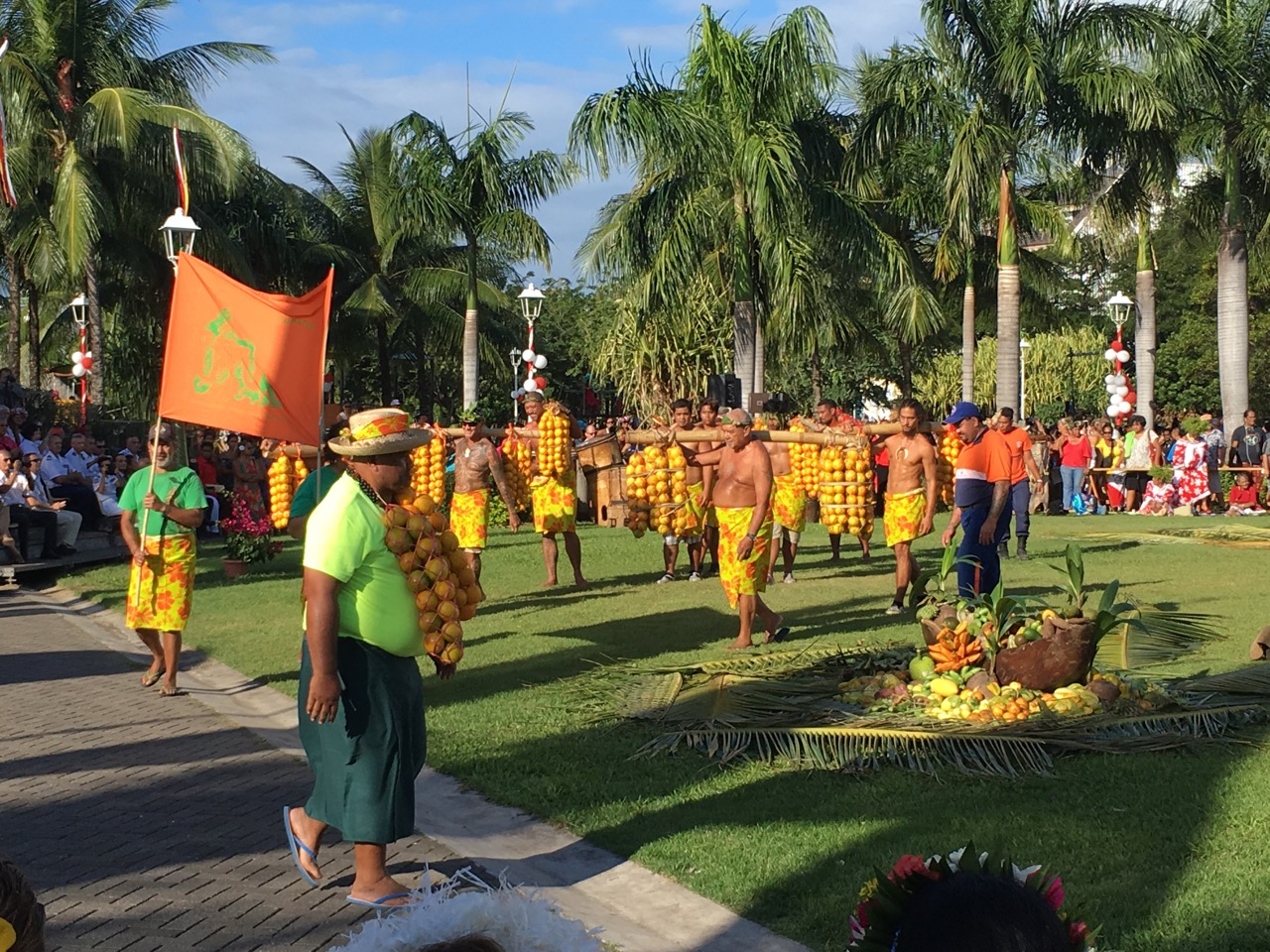
Porteurs d'oranges Punaruu

## Économie

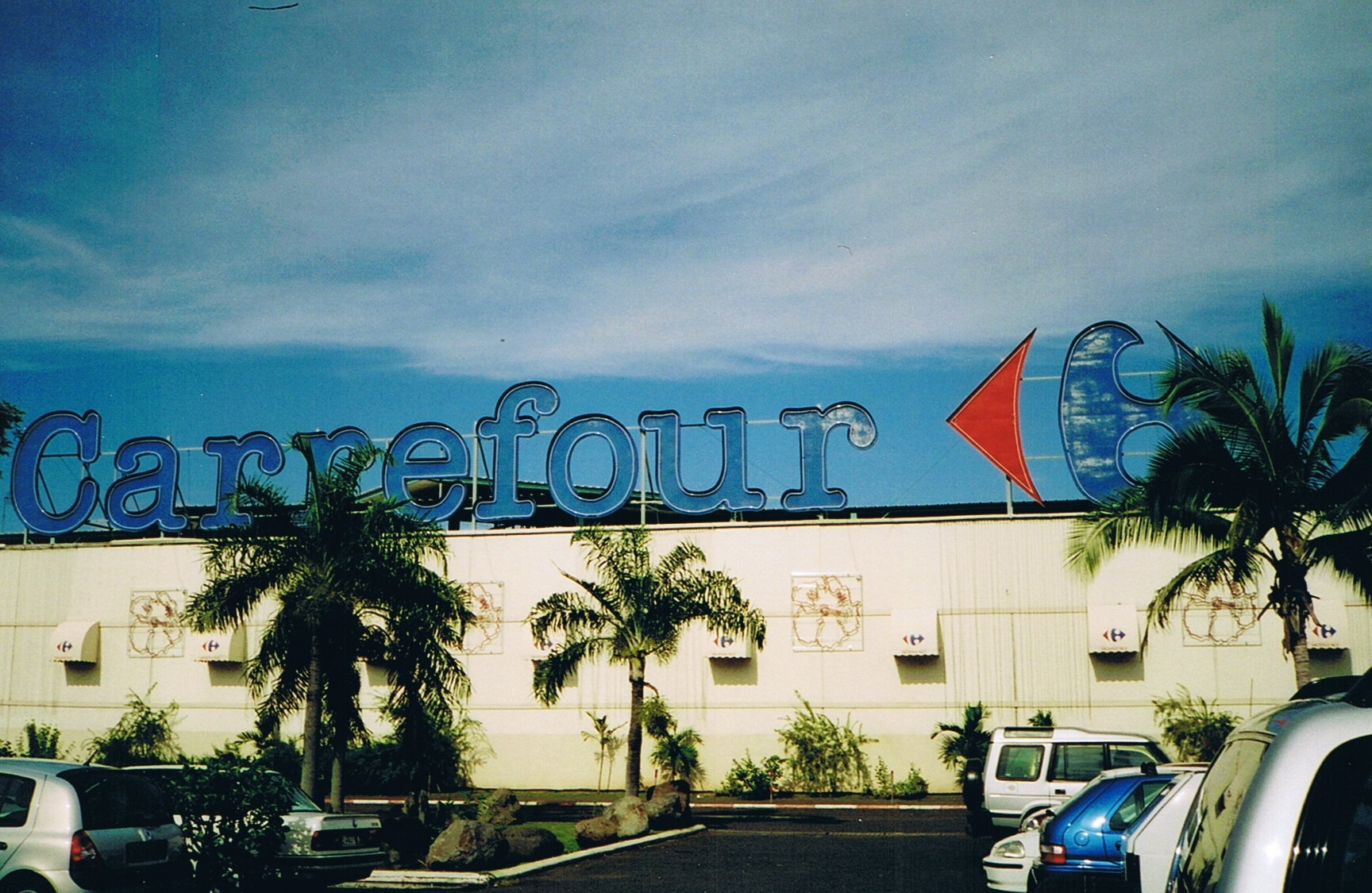
Façade du Carrefour de Punaauia

### Emploi
En avril 2014,  6 282 salariés ont un employeur localisé dans la commune, dont 5 353 équivalent temps plein. Ceci place la commune en seconde position au niveau de la collectivité, loin derrière Papeete qui compte cinq fois plus de salariés, et à quasi-égalité avec Faa’a.

### Secteurs d'activité
Le plus gros hypermarché de la côte ouest est le Carrefour Punaauia, à la sortie de la route de détournement ouest venant de Faaʻa.
On compte une zone industrielle (ZI) à Punaauia.
On y retrouve des activités industrielles (EDT) ou artisanales (Brasserie de Tahiti), mais aussi des établissements commerciaux (banque, pompes funèbres...).

## Culture locale et patrimoine

### Lieux et monuments
- Église Saint-Étienne de Punaauia.

### Richesses du littoral
C'est au PK 18 de la route côtière qui fait le tour de l'île que se trouve la plus belle plage de sable blanc de Tahiti.
Face au musée de Tahiti et des Iles se trouve le spot de surf Sapinus.
Face à l'hôtel de ville de Punauuia, le parc Vaipoopoo a vu le jour en 2020. Cet espace de détente et de restauration est situé face au banc de sable blanc avec vue sur l'île-sœur de Moorea. 

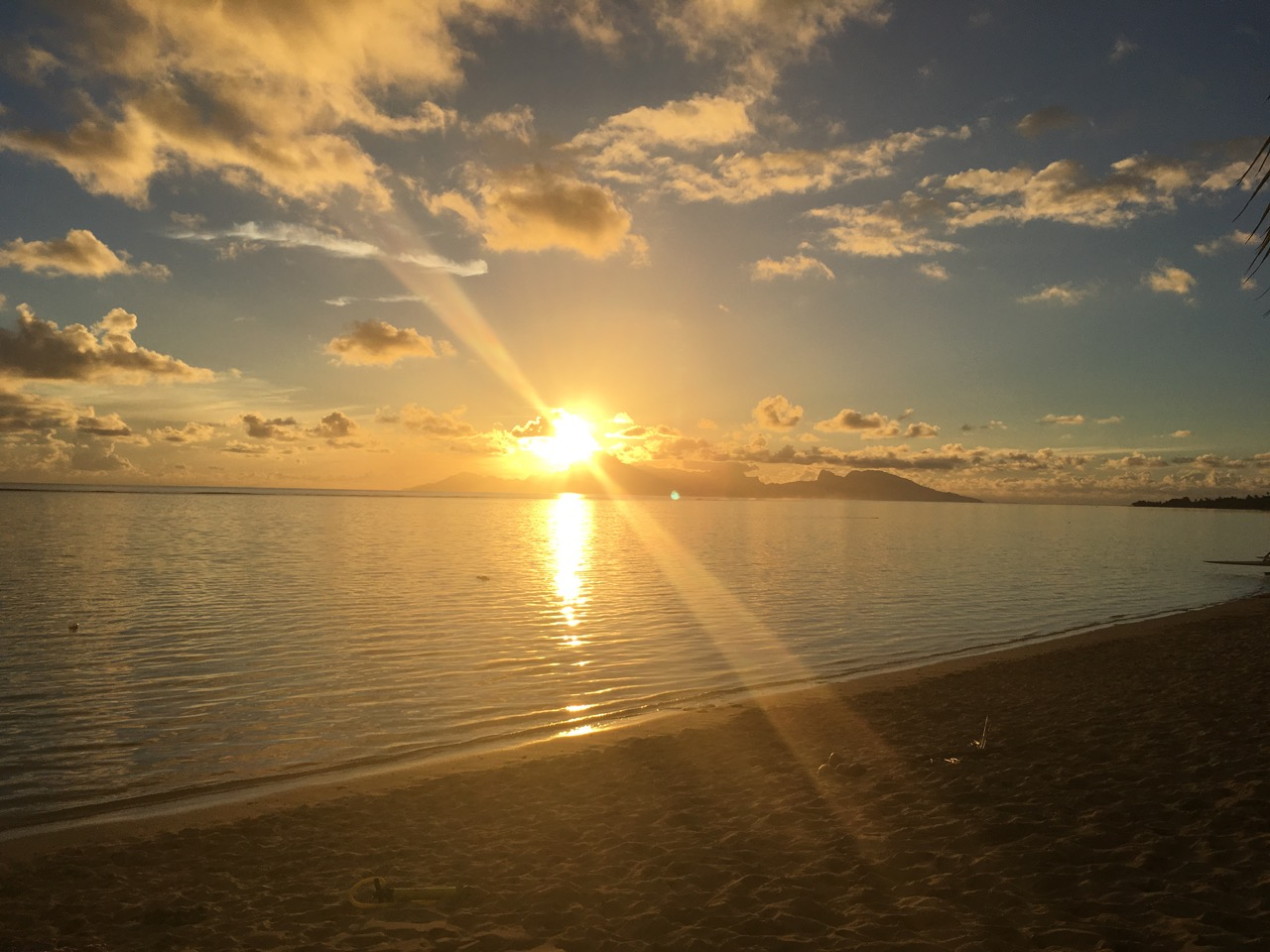
Plage PK 18 au soleil couchant
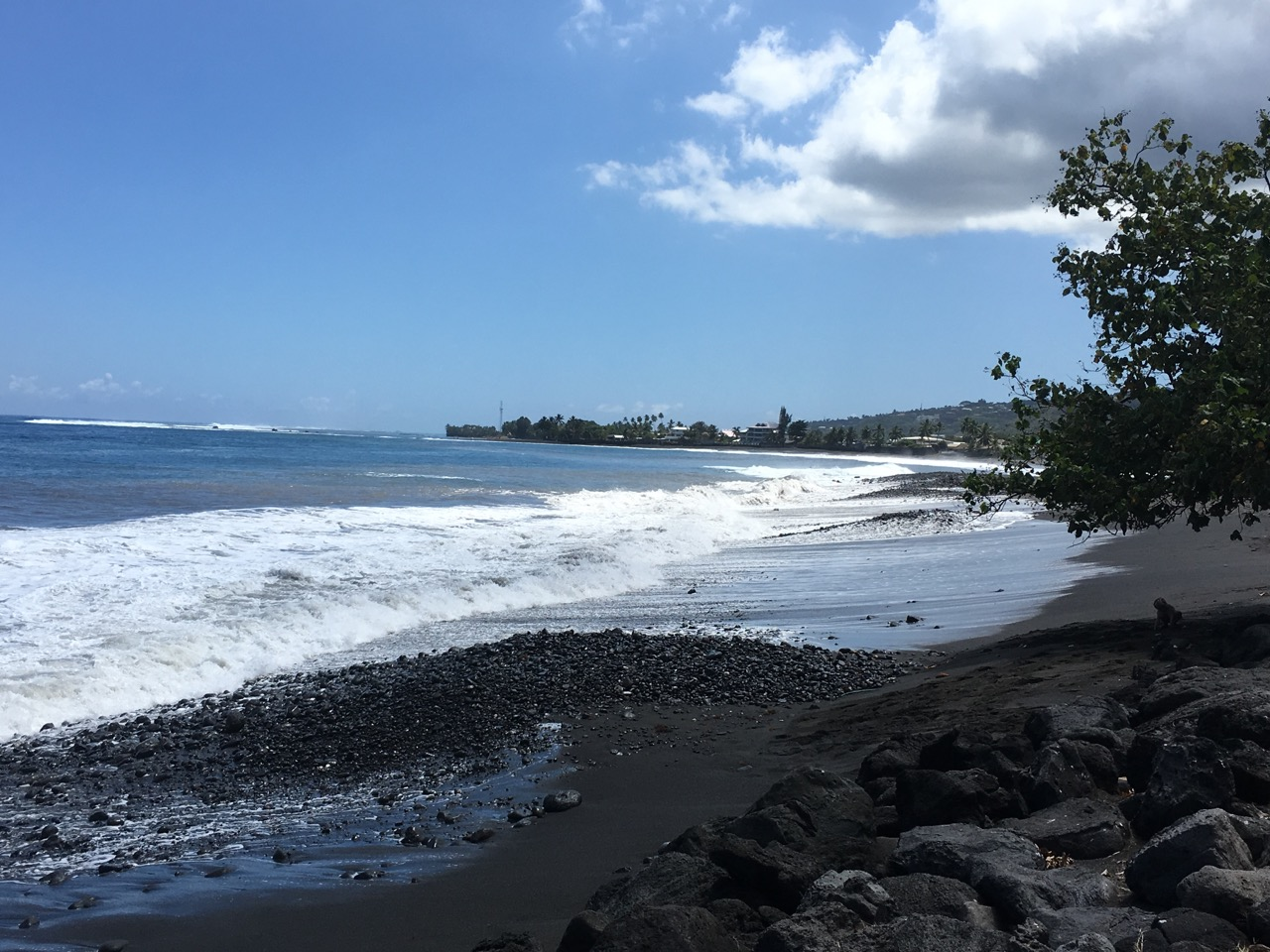
Plage de Sapinus
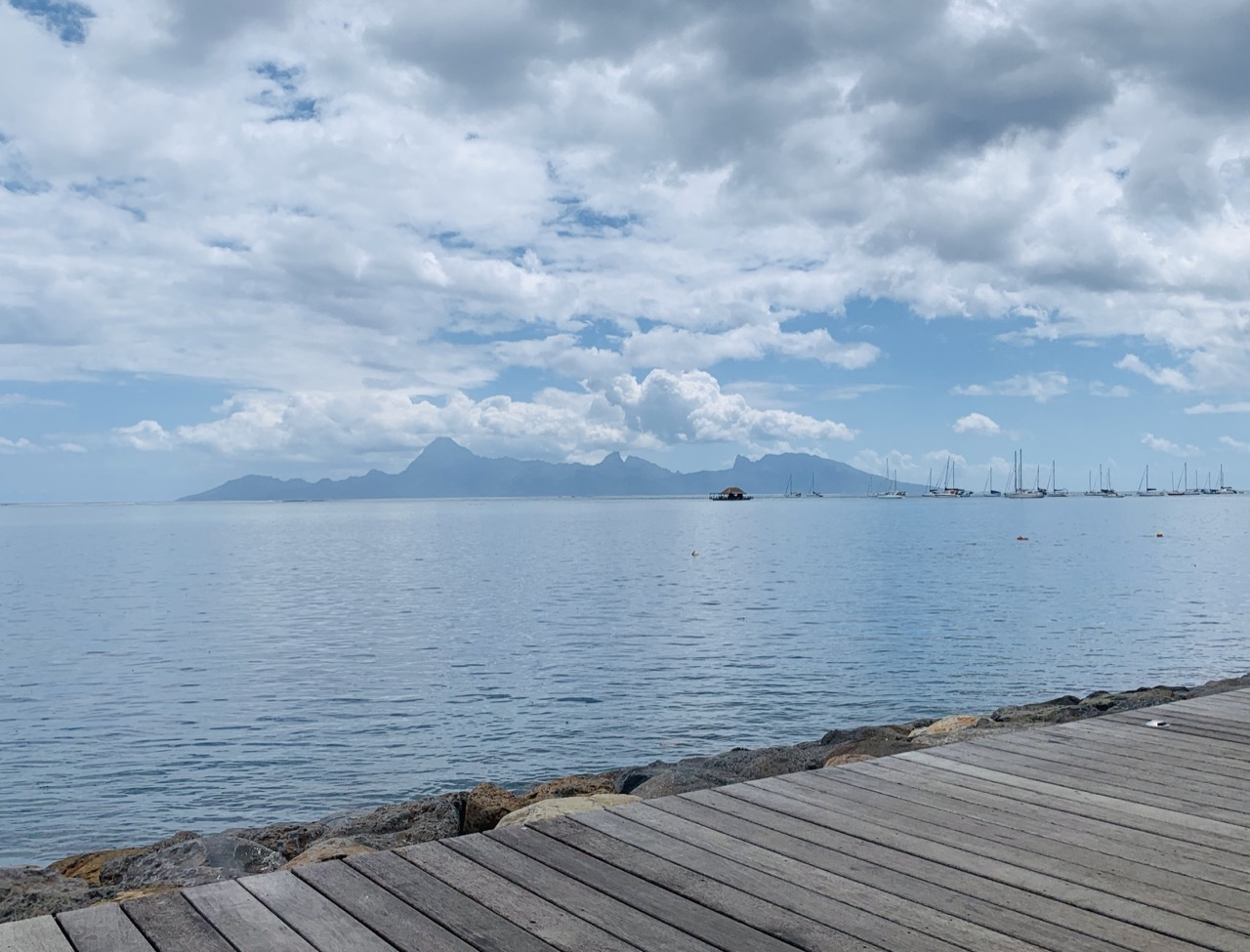
Front de mer depuis le parc Vaipoopoo

### Patrimoine culturel
Le Musée de Tahiti et des Îles est situé à la Pointe aux pêcheurs. 
Le Marae Taata est le lieu d’intronisation de Pōmare Ier. Ce site est considéré comme le dernier marae national de Tahiti.

### Personnalités liées
- Léon Taerea (1951-2008), artiste, illustrateur, dessinateur de bande dessinée, né à Punaauia.